# 実況ワールドサッカー
実況ワールドサッカー（じっきょうワールドサッカー、海外名: International Superstar Soccer）は、コナミデジタルエンタテインメントが発売していたサッカーゲームシリーズである。開発はKCE大阪。

## 概要
同年に先駆けて発売されていた『実況パワフルプロ野球'94』に続き、実況音声を取り入れたサッカーゲーム。第2作からは解説も入るようになった。当時のコナミ製サッカーゲームには『ウイニングイレブンシリーズ』があったが、開発は別部署であり、ゲームシステムも双方では大きく異なっていた。発売はワールドサッカーシリーズの方が早く、しばらくはウイイレシリーズと並行して発売されていた。2003年以降、こちらのシリーズの次回作は途絶えている。
ウルグアイのモンテビデオを拠点とするゲーム会社であるBatovi Gamesが開発した、レトロ風サッカーゲーム『Pixel Cup Soccer』は、『実況ワールドサッカー』とテクノスジャパンの『熱血高校ドッジボール部 サッカー編』の影響を受けており、Batovi Gamesは「私たちは日本の文化、日本のゲーム、日本のゲーム開発会社、日本のゲーム業界が大大大好きです」とコメントしている。

## シリーズ
スーパーファミコン
- 実況ワールドサッカー PERFECT ELEVEN - 1994年11月11日
- 実況ワールドサッカー2 FIGHTING ELEVEN - 1995年9月22日

NINTENDO 64
- 実況ワールドサッカー3 - 1997年9月18日
- 実況ワールドサッカー ワールドカップフランス'98 - 1998年6月4日

ゲームボーイ
- ワールドサッカーGB - 1998年6月4日
- ワールドサッカーGB2 - 1999年6月24日
- ワールドサッカーGB2000 - 2000年7月6日

PlayStation 2
- 実況ワールドサッカー2000 - 2000年8月3日
- 実況ワールドサッカー2000 FINAL EDITION - 2000年12月21日
- 実況ワールドサッカー2001 - 2001年9月6日
- 実況ワールドサッカー2002 - 2002年5月16日

ゲームボーイアドバンス
- 実況ワールドサッカーポケット - 2001年12月13日
- 実況ワールドサッカーポケット2 - 2002年11月28日

ニンテンドー ゲームキューブ
- 実況ワールドサッカー2002 - 2002年3月14日

Xbox
- 実況ワールドサッカー2002 - 2002年5月23日